# Antidythemis
Antidythemis is een geslacht van libellen (Odonata) uit de familie van de korenbouten (Libellulidae).

## Soorten
Antidythemis omvat 2 soorten:
- Antidythemis nigra Buchholz, 1952
- Antidythemis trameiformis Kirby, 1889